# Быченок, Александр Викторович
Алекса́ндр Ви́кторович Бычено́к (бел. Аляксандр Віктаравіч Бычанок; род. 30 мая 1985, Могилёв) — белорусский футболист, полузащитник. Спортивный директор клуба «Ислочь».

## Карьера

### Клубная
Воспитанник СДЮШОР-7 города Могилёва.
Профессиональную карьеру начал в могилёвском «Днепре» в 2002 году. После 4-х сезонов в команде решился на переход в солигорский «Шахтёр», однако через 3 года возвращается обратно. В 2010 году провёл 7 матчей за «Днепр» в квалификационном раунде Лиги Европы 2010/11. 23 декабря 2010 года заключил 3-летнее соглашение с минским «Динамо». В июле 2012 года казахстанский клуб «Кайрат» арендовал Быченка до конца сезона с правом на выкуп. После возвращения из аренды, игрок остался в «Динамо». Сезон 2013 Быченок провёл в основной команде, нередко появляясь в стартовом составе. Всего за «Динамо» провёл 76 матчей во всех турнирах, забил 9 голов и отдал 10 результативных передач. В январе 2014 в связи с истечением срока контракта игрок покинул столичный клуб. В период с 2015 по 2017 год — игрок литовского «Тракая».
В начале 2018 года Быченок подписал трудовое соглашение с клубом «Ислочь». 2 декабря 2018 года состоялся матч 30 тура высшей лиги, в котором «Ислочь» обыграла могилевский «Днепр» (3:2). Эта игра стала особенной для футболиста, так как она стала для него 500-й на высшем уровне. Таким образом, Александр Быченок вошел в Клуб Сергея Алейникова.  Это популярное неофициальное сообщество объединяет белорусских игроков, заглянувших за своеобразный футбольный горизонт, а именно —  преодолевших полутысячный рубеж поединков на высшем уровне.
В апреле 2019 года не играл из-за травмы, позднее стал появляться в составе, чередуя выход в стартовом составе и со скамейки запасных. В ноябре 2019 года продлил контракт с «Ислочью». В 2020 году стал чаще выходить на замену.
В декабре 2020 года завершил карьеру.

### Карьера футбольного функционера
В январе 2021 года занял должность спортивного директора «Ислочи».

### В сборной
В 2011 году вызывался в национальную и олимпийскую сборные Беларуси.

## Достижения
«Шахтёр» (Солигорск)
- Бронзовый призёр чемпионата Беларуси: 2006, 2007

«Днепр» (Могилёв)
- Бронзовый призёр чемпионата Беларуси: 2009

«Динамо» (Минск)
- Бронзовый призёр чемпионата Беларуси: 2012, 2013

«Тракай»
- Серебряный призёр чемпионата Литвы: 2015, 2016
- Бронзовый призёр чемпионата Литвы: 2017